# Завод азотних добрив у Картахені
Завод азотних добрив у Картахені – колишній виробничий майданчик у промисловій зоні Ескомбрерас на південно-східній околиці іспанського міста Картахена.
Завод запустила у 1963 році державна компанія REPESA, що володіла у Ескомбрерасі потужним нафтопереробним заводом. В подальшому майданчик з виробництва добрив передали іншій державній структурі Empresa Nacional de Fertilizantes (ENFERSA).
Основою заводу стало виробництво аміаку, потужністю якого на початку 1970-х визначали як 264 тисяч тонн на рік (наприкінці 1980-х під час реалізації проекту відновлення продуктивність лінії аміаку рахувалась як 900 тонн на добу). Як сировину використовували naphtha – суміш легких рідких вуглеводнів (коли в 1989-му в Картахені ввели в дію термінал для імпорту ЗПГ, планувалось, що великим споживачем газу стане аміачне виробництво ENFERSA, втім, воно вже невдовзі закрилось).
Аміак використовували для продукування азотних добрив – сечовини (продукт реакції аміаку та діоксиду вуглецю) та сульфату амонію (отримують з аміаку та сульфатної кислоти). На момент запуску потужність по цим напрямкам становила 70 тисяч тонн та 210 тисяч тонн відповідно (при цьому завод REPESA в Картахені став першим іспанським майданчиком, що розпочав випуск сечовини). В першій половині 1970-х замовили ще дві лінії сечовини добовою продуктивністю по 225 тонн, а станом на першу половину 1990-х завод міг випускати 180 тисяч тонн карбаміду (та всі ті ж 200 тисяч тонн сульфату амонію).
З плином часу виробництво у Картахені стало неконкурентоздатним та було закрите в 1993 році.